# Hopea auriculata
Hopea auriculata är en tvåhjärtbladig växtart som beskrevs av Foxworthy. Hopea auriculata ingår i släktet Hopea och familjen Dipterocarpaceae. Inga underarter finns listade i Catalogue of Life.